# Vattenkrypmossa
Vattenkrypmossa (Leptodictyum riparium) är en bladmossart som först beskrevs av Niels Bryhn, och fick sitt nu gällande namn av Podpe. Vattenkrypmossa ingår i släktet Leptodictyum och familjen Amblystegiaceae. Inga underarter finns listade i Catalogue of Life.